# Vizcondado de Térmens
El vizcondado de Térmens es un título nobiliario español concedido por el rey Felipe IV al general de artillería de origen portugués Gregorio de Brito y Carvalho el 30 de marzo de 1647. La concesión se hizo atendiendo a los méritos militares del general Brito en la toma por asalto del fuerte de Termens el 6 de abril de 1646, operación realizada dentro del marco de la defensa de Lérida contra el asedio de las tropas francesas del Conde de Harcourt, durante la Guerra de Cataluña.
Tras la muerte de Gregorio de Brito, nadie reclamó el título hasta que fue restaurado en 1909 por Alfonso XIII para Carmen Giménez Flores, conocida popularmente como «La Infantona», por ser la amante de Antonio de Orleans y Borbón, IV duque de Galliera e infante de España por su matrimonio con la infanta Eulalia de Borbón, hermana de Alfonso XII.
Sobre esta relación extramatrimonial la propia infanta Eulalia escribió: 

Mi marido, en sus aventuras, era algo más que principesco, y la fortuna de Montpensier, junto con mi patrimonio y mi lista civil, se le iba de las manos rumbosamente... Sevilla, París y Madrid lo vieron pasar en carruajes lujosos junto a una amiga a la que apodaron La Infantona, mientras yo en París me encontraba en una situación comprometida, difícil y molesta de una casada sin marido.

Esta relación amorosa hizo que el duque de Galliera quisiera obtener un título nobiliario para su amante. Para ello se demostró mediante un árbol genealógico —que en ocasiones se ha tachado de falso— que Gregorio de Brito y Carmen Giménez Flores era parientes, a partir del apellido de la abuela materna de Carmen, que también era Brito. La infanta Eulalia dirigió sus protestas por carta a la reina madre María Cristina, su cuñada, lo que provocó la ruptura entre el infante y la infantona. Con posterioridad se inició un largo pleito judicial contra ella, que culminó con la devolución de algunos bienes que había adquirido del duque mediante ventas simuladas. Tras ello, la vizcondesa volvió a Cabra, su localidad natal, donde cambió su estilo de vida dedicándose a realizar obras de caridad.

## Vizcondes de Térmens
|                                 | Titular                                         | Periodo                |
| Creación por Felipe IV          | Creación por Felipe IV                          | Creación por Felipe IV |
| ------------------------------- | ----------------------------------------------- | ---------------------- |
| I                               | Gregorio de Brito y Carballo                    | 1647-1648              |
| Rehabilitación por Alfonso XIII |                                                 |                        |
| II                              | Carmen Giménez Flores Brito y Milla             | 1909-1938              |
| III                             | María de las Mercedes von Schmiterlow y Giménez | 1944/1953-1992         |
| IV                              | José María Muñiz von Schmiterlow                | 1992-2023              |
| V                               | María Elena Muñiz Marcos                        | 2024-actual titular    |

## Historia de los vizcondes de Térmens
- Gregorio Brito Carballo (Lisboa, 5 de diciembre de 1600-Zaragoza, 6 de abril de 1648), I vizconde de Térmens,[5] general de artillería de Cataluña, gobernador militar de Lérida y caballero de la Orden de Calatrava.[2]

- María del Carmen Giménez Flores Brito y Milla (Cabra, 21 de febrero de 1867-Cabra, 3 de enero de 1938), II vizcondesa de Térmens.[5][3] Era hija de José Giménez Brito (m. 1896), nacido en San Roque de profesión zapatero, y de su esposa, María de la Sierra Flores, sirvienta. Sus padres se trasladaron a vivir en Madrid donde entraron a servir en la casa del político Juan Ulloa y Valera quien se hizo cargo de proporcionarle una educación a Carmen después de la muerte de su padre y en cuya casa conoció al infante Antonio de Orleans y Borbón.[4]

Casó, en 1921, con Luis Gómez de Villavedón. Sin descendencia, le sucedió, de su hermano José María Giménez Flores que había casado con María Amo y tuvieron por hija a Carmen Giménez Amo que casó con Axel von Schmiterlow, la hija de estos, por tanto su sobrina nieta a quien en 1944 el decano presidente de la Grandeza de España autorizó a usarlo y en 1953 se expidió la carta de sucesión.
- María de las Mercedes von Schmiterlow Giménez (m. 1991), III vizcondesa de Térmens.[5]

Casó, el 27 de noviembre de 1941, con José María Muñiz y Gil. En 1992, le sucedió su hijo:
- José María Muñiz von Schmiterlow (m. 2023), IV vizconde de Térmens.[6] Sucedió su hija:

- María Elena Muñiz Marcos, V vizcondesa de Termens.[7]